# Mýto pod Ďumbierom
Mýto pod Ďumbierom é um município da Eslováquia, situado no distrito de Brezno, na região de Banská Bystrica. Tem 10,39 km² de área e sua população em 2018 foi estimada em 533 habitantes.

## Demografia
| Ano:        | 1994 | 2004   | 2014   | 2024   |
| ----------- | ---- | ------ | ------ | ------ |
| Broj ljudi: | 571  | 542    | 524    | 500    |
| Razlika:    |      | -5,07% | -3,32% | -4,58% |

| Ano:               | 2023 | 2024   |
| ------------------ | ---- | ------ |
| Número de pessoas: | 502  | 500    |
| Diferença:         |      | -0,39% |